# 吉川義彦
吉川 義彦（よしかわ よしひこ、1940年〈昭和15年〉8月16日 -  ）は、日本の政治家。元奈良県葛城市長（1期）。

## 経歴
奈良県立高田高等学校卒。卒業後は新庄町役場に勤務し、総務課長、助役などを務める。2000年〈平成12年〉新庄町長選挙に立候補し、当選する。2004年〈平成16年〉新庄町は合併により葛城市となり、合併後の市長選挙に立候補して当選する。2008年〈平成20年〉にも立候補し、再選を目指したが、落選した。